# 弗里斯传输方程
弗里斯传输方程（Friis transmission equation）用于通信工程，表述为理想条件下给定距离外的天线发送一个已知功率的信号，则接收天线终端的接收功率等于入射波功率密度与接收天线有效孔径的乘积。 这个方程最先由丹麦裔美国无线电工程师哈拉尔德·T·弗里斯于1946年提出。 这个方程有时也被称为弗里斯传输等式。

## 弗里斯原始方程
弗里斯最初建立他的传输方程时，摒弃了使用天线的方向性和增益来描述天线的性能，取而代之使用表征自由空间无线电路行为的天线接收区域描述符。

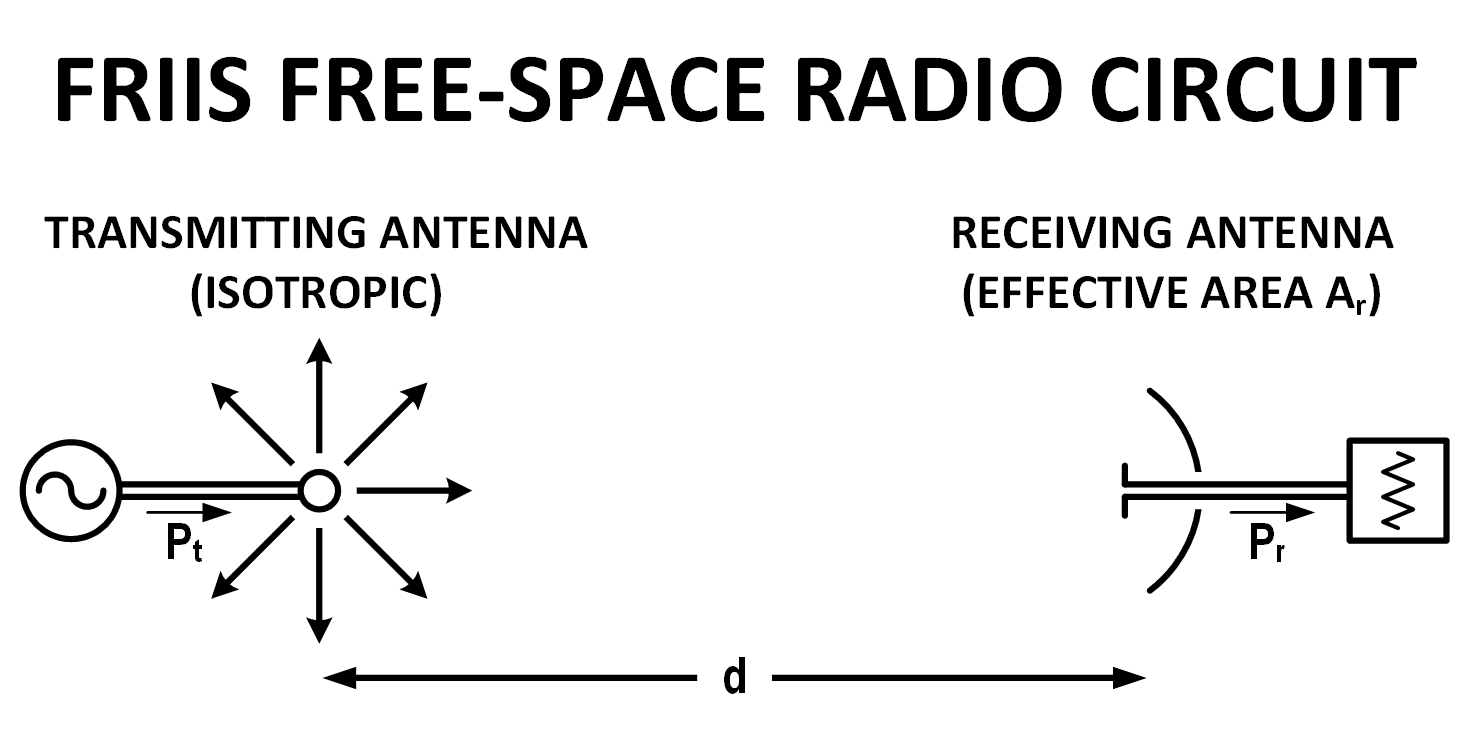
Friis' Free-space Radio Circuit.

于是他发布了如下形式的传输方程...
{\displaystyle {\frac {P_{r}}{P_{t}}}=\left({\frac {A_{r}A_{t}}{d^{2}\lambda ^{2}}}\right)}
其中：
- {\displaystyle P_{t}} 是输入到发射天线输入端的功率；[2]
- {\displaystyle P_{r}} 是接收天线输出端接收到的功率；[2]
- {\displaystyle A_{t}} 是发射天线的有效面积；[2]
- {\displaystyle A_{r}} 是接收天线的有效面积；[2]
- {\displaystyle d} 天线间的距离；[2]
- {\displaystyle \lambda } 是射频信号的波长；[2]
- {\displaystyle P_{t}} 和 {\displaystyle P_{r}} 使用相同的功率单位；[2]
- {\displaystyle A_{r}}, {\displaystyle A_{t}}, {\displaystyle d}, 和 {\displaystyle \lambda } 使用相同的长度单位；[2]
- 距离 {\displaystyle d} 应当足够大以确保接收天线处的平面波阵面充分满足 {\displaystyle d\geqq 2a^{2}/\lambda } ，其中 {\displaystyle a} 表示任一天线的最大线性尺寸。[2]

弗里斯认为这样的表述形式比其他方程更易于记忆，因为不需要记忆各种数值系数。但是原先用场强表述的发射天线性能需要换用单位面积上的功率密度来表述，同时原先用功率增益或辐射电阻表述的接收天线性能则要换用其有效面积表述。

## 现今的方程
后来少有人按照弗里斯的建议，用天线有效面积来表述天线性能，取而代之的是的现今的天线方向性系数和增益指标，方程变成...
{\displaystyle {\frac {P_{r}}{P_{t}}}=D_{t}D_{r}\left({\frac {\lambda }{4\pi d}}\right)^{2}}
也有文獻使用天線增益代替方向性係數，方程变成...
{\displaystyle {\frac {P_{r}}{P_{t}}}=G_{t}G_{r}\left({\frac {\lambda }{4\pi d}}\right)^{2}}，天線增益G為方向性系数D與天線效率ϵ的乘積{\displaystyle G=\epsilon \cdot D}

其中 {\displaystyle D_{t}} 和 {\displaystyle D_{r}} 分别表示发送和接收天线的方向性系数（与各向同性点源天线相关），{\displaystyle \lambda } 表示波长，可以表示成接收天线的等效孔径区域面积，{\displaystyle d} 表示天线之间的距离。 使用这个公式计算时，表示天线方向性系数应当是线性的数值，波长和距离的单位也必须相同。 单位换算为分贝（dB）计算，等式可以表示为：
{\displaystyle P_{r}=P_{t}+D_{t}+D_{r}-20\log _{10}\left({\frac {4\pi d}{\lambda }}\right)} (其中方向性系数以 dBi 为单位，功率是以 dBm 或 dBW 为单位)
其中最後一項常被稱為路徑損耗（path loss）或傳播損耗（propagation loss）{\displaystyle L_{s}=20\log _{10}\left({\frac {4\pi d}{\lambda }}\right)}
简单形式适用于以下条件：
- {\displaystyle d\gg \lambda } 因此两天线彼此处于远场（英语：Near and far field）通信环境中；[1]
- {\displaystyle P_{t}} 是输入到全向发射天线端子的发射功率；[7]
- {\displaystyle P_{r}} 是接收天线端子接收到的功率，数值上等于入射波功率密度与接收天线的有效孔径区域（英语：Antenna aperture）面积的乘积，有效孔径区域面积正比于 {\displaystyle \lambda ^{2}}；[1]
- {\displaystyle D_{t}} 是发射天线在由接收天线的方向的方向性系数；[1]
- {\displaystyle D_{r}} 是接收天线在由发射天线的方向的方向性系数；[1]
- 天线对准放置并具有相同的极化方向；[來源請求]
- 天线置于无障碍的自由空间，不含多径传播（英语：Multipath propagation）；[來源請求]
- 信号带宽足够窄，可以假定是个单音信号。[來源請求]

由于障碍物，建筑物的反射以及影响最大的地面反射，一般的地面通信几乎无法满足这些理想条件。只有某些特殊的环境下方程才是相当精确的，一种是在卫星通信中，因为大气吸收的因素可以忽略不计；另一种情况是在专门设计成减少反射的消音室。
除了从天线理论推导外，这一基本方程也可以从辐射测量和标量衍射的原理中推导出来，但需要强调对其的物理理解。

## 延伸阅读
- Harald T. Friis, "A Note on a Simple Transmission Formula," Proceedings of the I.R.E. and Waves and Electrons, May, 1946, pp 254–256.
- J.D.Kraus, "Antennas," 2nd Ed., McGraw-Hill, 1988.
- Kraus and Fleisch, "Electromagnetics," 5th Ed., McGraw-Hill, 1999.
- D.M.Pozar, "Microwave Engineering." 2nd Ed., Wiley, 1998.
- Shaw, J.A. . Am. J. Phys. 2013, 81 (33): 33–37.